# Andrzej Hopfer

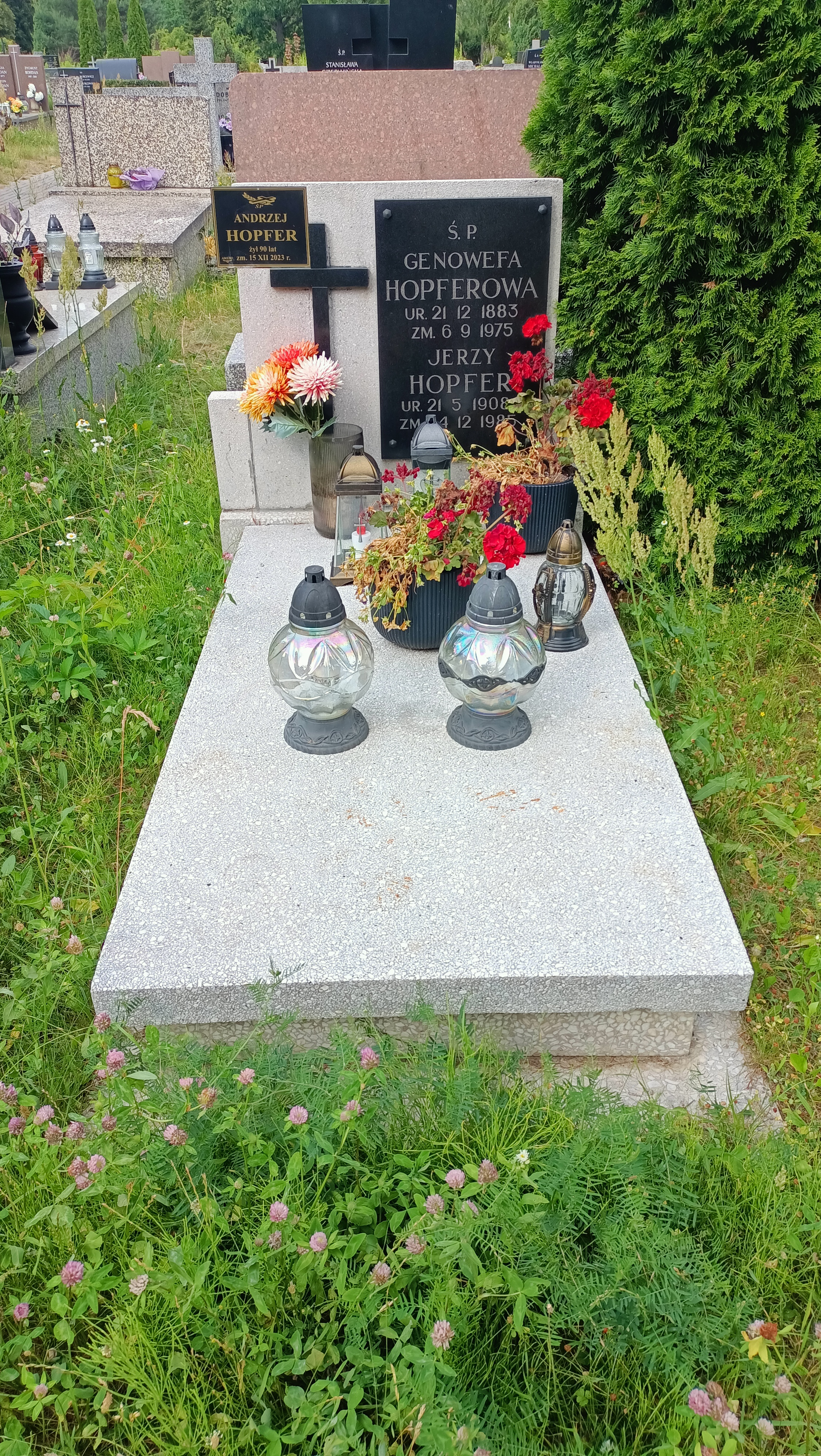
Grób Andrzeja Hopfera na Cmentarzu Komunalnym Północnym w Warszawie

Andrzej Jerzy Tadeusz Hopfer (ur. 6 sierpnia 1933 w Warszawie, zm. 15 grudnia 2023 tamże) – polski profesor nauk technicznych, członek korespondent PAN, geodeta, rzeczoznawca majątkowy. Specjalista z zakresu geodezji, katastru, gospodarki przestrzennej, gospodarki nieruchomościami oraz wyceny nieruchomości, członek Rady Krajowej PRON w 1983 roku. Brat Tomasza Hopfera.

## Życiorys
W młodości uprawiał lekkoatletykę. Podczas mistrzostw Polski w 1956 zajął 7. miejsce w biegu na 800 metrów oraz zdobył srebrny medal w sztafecie 4 × 400 metrów.
Absolwent Wydziału Geodezji i Kartografii Politechniki Warszawskiej. Jeden z założycieli oraz wieloletni dziekan Wydziału Geodezji i Gospodarki Przestrzennej w ówczesnej Wyższej Szkole Rolniczej (obecnie Uniwersytet Warmińsko-Mazurski w Olsztynie) oraz rektor ówczesnej Akademii Rolniczo-Technicznej w Olsztynie. Dziekan Wydziału Ekonomii, a od stycznia 2013 rektor Wyższej Szkole Gospodarowania Nieruchomościami w Warszawie, jeden z założycieli i od 2003 r. rektor Wyższej Szkoły Biznesu Wiejskiego w Warcinie (obecnie Wyższa Szkoła Inżynierii Gospodarki w Słupsku). Prezydent Polskiej Federacji Stowarzyszeń Rzeczoznawców Majątkowych.
Przedstawiciel Polski w komisji Międzynarodowej Federacji Geodetów (FIG) oraz członek wielu krajowych i międzynarodowych organizacji i stowarzyszeń, m.in.: Międzynarodowego Towarzystwa Planowania Miejscowego i Regionalnego, Brytyjskiego Towarzystwa Teledetekcji, Kanadyjskiej Grupy Studiów i Badań Katastralnych oraz Royal Institution of Chartered Surveyors (RICS). Spośród polskich organizacji naukowych i zawodowych, jest członkiem m.in.: Stowarzyszenia Geodetów Polskich (SGP), Polskiej Federacji Stowarzyszeń Rzeczoznawców Majątkowych (PFSRM), Towarzystwa Naukowego Nieruchomości (TNN), Towarzystwa Naukowego im. Wojciecha Kętrzyńskiego, Towarzystwa Urbanistów Polskich (TUP) i innych.
Od 1998 członek korespondent PAN. Od 1999 do 2003 roku przewodniczący Państwowej Rady Nieruchomości przy ówczesnym Urzędzie Mieszkalnictwa i Rozwoju Miast (obecnie Ministerstwo Infrastruktury); członek Państwowej Komisji Kwalifikacyjnej do spraw uprawnień i licencji zawodowych.
Za osiągnięcia naukowe, dydaktyczne i organizacyjne uzyskał liczne nagrody ministerialne. Doktor honoris causa Uniwersytetu w Sopronie i Akademii Rolniczej im. Hugona Kołłątaja w Krakowie. Jest honorowym obywatelem miasta Olsztyna
Autor ponad 200 monografii, rozpraw i artykułów naukowych, podręczników, skryptów oraz innych opracowań, sporządził ponad 40 ekspertyz, opinii oraz recenzji i opracowań, dla ministerstw, Sejmu, polskich i zagranicznych uczelni. Promotor 17 doktoratów.
W mieście Cần Thơ w Wietnamie pomagał w tworzeniu jednej ze szkół wyższych.
Lekkoatleta, były reprezentant Polski w biegach średnich.
Od 1969 roku należał do PZPR. W latach 1973–1985 tajny współpracownik Służby Bezpieczeństwa o pseudonimie „Prezes”.
Za swoją działalność akademicką odznaczony między innymi Krzyżem Kawalerskim Orderu Odrodzenia Polski, Złotym Krzyżem Zasługi oraz Medalem Komisji Edukacji Narodowej.